# Hildegard Simmen-Schmid
Hildegard Simmen-Schmid (* 30. September 1933 in Bütschwil, Kanton St. Gallen; † 9. August 1989) war eine Schweizer Politikerin aus dem Kanton Uri.

## Leben
Hildegard Schmid machte nach der obligatorischen Schulzeit eine Kochlehre, danach absolvierte sie die Saal-, Buffet- und Restaurationslehre und schloss ihre Ausbildung mit dem Wirtefähigkeitszeugnis ab. 1957 heiratete sie Leopold Simmen. Von 1960 bis 1975 führte sie mit ihrem Mann das Gasthaus «Wilhelm Tell» in Altdorf. Der Ehe entsprossen zwei Söhne. Trotz der Doppelbelastung als Wirtsfrau und Mutter engagierte sich Simmen-Schmid für Politik.

## Politische Laufbahn
1972, ein Jahr nach der Einführung des Frauenstimm- und -wahlrechts in der Schweiz, wurde Simmen-Schmid  als erste Frau in den Urner Landrat gewählt, dem sie bis 1983 angehörte. 1975, im Jahr der Frau, hielt sie am 1. August, dem Nationalfeiertag der Schweiz, als erste Frau die Bundesfeieransprache auf dem Rütli. 1981 bis 1983 präsidierte sie die Fraktion der CVP Uri. 1983 wurde sie ins Urner Obergericht gewählt.
Simmen-Schmid setzte sich im Schweizerischen Katholischen Frauenbund des Kantons Uri für die Rechte der Frauen ein.